# Георгиевка (Хабаровский край)
Гео́ргиевка — село в районе имени Лазо Хабаровского края. Административный центр Георгиевского сельского поселения.

## География
Село Георгиевка стоит на левом берегу реки Кия и на её левом притоке реке Бирушка.
Село Георгиевка стоит на автомобильной дороге краевого значения «Екатеринославка — Бичевая», расстояние до районного центра посёлка Переяславка (через Екатеринославку) около 15 км.
От Георгиевки на север (на правый берег Кии) идёт дорога к селу Павленково, а на юго-восток — к селу Васильевка (стоит вблизи правого берега реки Хор).

## Население
| 1915 | 1992  | 2002  | 2010  | 2011  | 2012  | 2021  |
| ---- | ----- | ----- | ----- | ----- | ----- | ----- |
| 984  | ↗1900 | ↘1457 | ↘1431 | ↘1429 | ↘1399 | ↘1186 |

## Улицы
| - ул. Горького, - пер. Клубный, - ул. Кооперативная, - ул. Лазо, - ул. Ленина, | - ул. Ломоносова, - ул. Молодёжная, - пер. Молодёжный, - ул. Набережная, - ул. Новгородская, | - ул. Пионерская, - ул. Речная, - ул. Смолякова, - ул. Центральная, - ул. Чапаева. |

## Экономика
Жители занимаются сельским хозяйством.